# Triângulo de Afar

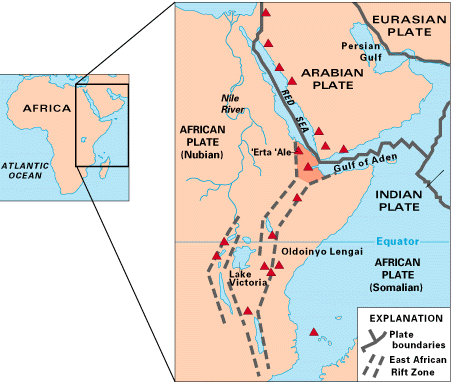
Localização do Triângulo de Afar

A depressão de Afar, também chamada triângulo de Afar, ou mesmo Danakil ou Dancalie, a partir do nome de sua região norte, localizada abaixo do nível do mar, é uma depressão localizada na África Oriental, na junção entre o Grande Vale do Rifte, a sudoeste, o mar Vermelho, ao norte, e o golfo de Adem, a leste.

## Geografia

### Localização
Com uma área de aproximadamente 4 000 km² (100 km × 40 km) por sua parte abaixo do nível global dos oceanos, a depressão de Afar está localizada principalmente no leste da Etiópia, mas também cobre o centro de Eritreia, sul do Djibuti e extremo noroeste da Somália.

### Topografia

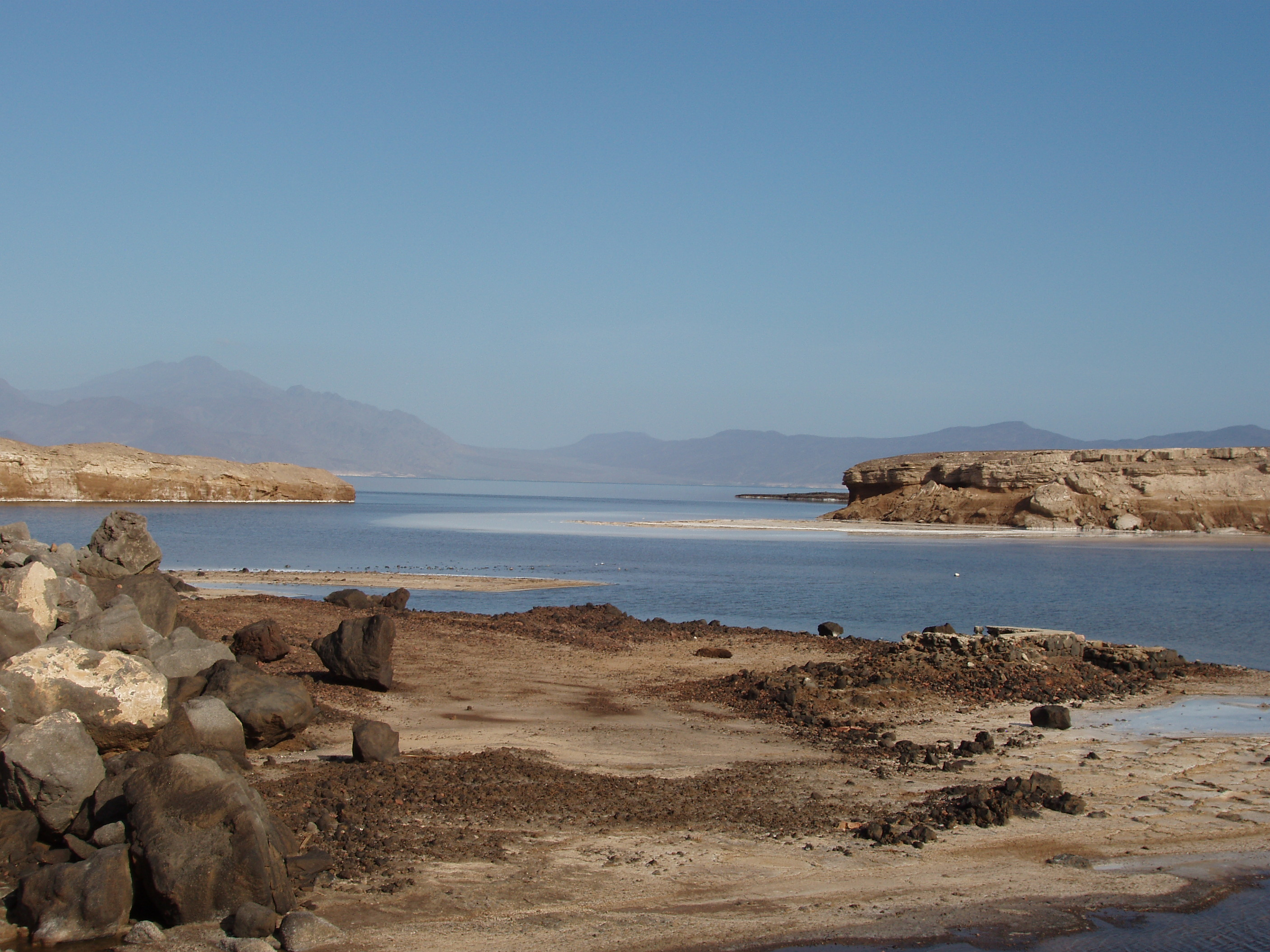
Margens do Lago Assal, no Djibuti

Atingindo 155 metros abaixo do nível do mar no lago Assal e delimitada por montanhas e falésias com pico a mais de 4 000 metros acima do nível do mar, a depressão do Afar está na forma de um grande colapso triangular cuja altitude diminui indo para o norte e leste. Está ligado ao Grande Vale do Rifte, a sudeste, ao golfo de Adem, através do Golfo de Tadjourah, a leste, e ao Mar Vermelho, ao norte.
O maior rio da depressão é o Awash, que sobe nos planaltos etíopes, flui para o norte e forma uma série de lagos salgados, incluindo o lago Abbe, o maior da região.

### Geologia
Essa depressão constitui um graben triangular limitado a nordeste pelo bloco Danakil e a oeste e sul pelos planaltos etíopes, que constituem armadilhas. Do centro, irradiam três grandes zonas de distensão da crosta terrestre: uma fenda que vai para o sudoeste e constitui o vale da grande fenda, uma fenda que se estende por uma cordilheira no Golfo de Adem, através do Golfo de Tadjourah ao leste e uma terceira fenda que se estende por outra cordilheira no Mar Vermelho ao norte. Essa configuração tectônica significa que o bloco Danakil, um horst localizado no norte de Djibuti e no sul da Eritreia, faz parte não da placa africana, mas da placa arábica e se afasta do resto da África permanecendo ligado à Arábia, ao largo do Iêmen. Esta região é um dos dois únicos lugares do mundo com a Islândia, onde é possível observar uma brecha emergida.
A área é sismicamente ativa com a presença de falhas normais, causando terremotos relativamente pequenos. Por outro lado, o vulcanismo é muito ativo lá com a presença de numerosos vulcões vermelhos emitindo lavas fluidas, geralmente basálticas, durante erupções efusivas, incluindo Erta Ale - que contém um lago de lava mais ou menos permanente - , o Dallol e suas concreções e fontes termais, e o Ardoukôba, cuja primeira e última erupção remonta a 1978.